# NGC 6412
 NGC 6412  هي مجرة حلزونية تقع في كوكبة التنين (كوكبة). اكتشفها الفلكي البريطاني ويليام هيرشيل في 12 ديسمبر 1797. تبعد حوالي 76.6 مليون سنة ضوئية عن الأرض.

## وصلات خارجية
- NGC 6412 على موقع ويكي سكاي: DSS2, SDSS, GALEX, IRAS, Hydrogen α, X-Ray, Astrophoto, Sky Map, Articles and images